# Ломниця (Ґарволінський повіт)
Ломниця (пол. Łomnica) — село в Польщі, у гміні Желехув Ґарволінського повіту Мазовецького воєводства.
Населення — 270 осіб (2011).
У 1975-1998 роках село належало до Седлецького воєводства.

## Демографія
Демографічна структура станом на 31 березня 2011 року:
|          | Загалом | Допрацездатний вік | Працездатний вік | Постпрацездатний вік |
| -------- | ------- | ------------------ | ---------------- | -------------------- |
| Чоловіки | 138     | 31                 | 91               | 16                   |
| Жінки    | 132     | 31                 | 71               | 30                   |
| Разом    | 270     | 62                 | 162              | 46                   |